# Хорішко Анатолій Ілліч
Анатолій Ілліч Хорішко (24 травня 1954, Дніпропетровська область) — український державний і політичний діяч.

## Біографія
Народився 24 травня 1954 року в селі Миколаївка, Новомосковського району на Дніпропетровщині. У 1977 році закінчив Дніпропетровський сільськогосподарський інститут.
З 1977 — головний агроном колгоспу ім. Леніна; 2-й, 1-й секретар Новомосковського райкому ЛКСМ України. З 1980 — заступник голови Новомосковського райвиконкому. У 1981–1985 — голова колгоспу ім. Дзержинського Новомосковського району. У 1985–1988 — голова Новомосковського районного агропромислового об'єднання. У 1988–1990 — 1-й секретар Синельниківського міському Компартії України Дніпропетровської області. З 1990 — заступник начальника, з 1992 — начальник управління сільського господарства і продовольства, Дніпропетровської облдержадміністрації. З 1994 — начальник управління сільського господарства і продовольства виконкому Дніпропетровської облради; з 1995 — начальник управління сільського господарства і продовольства Дніпропетровської облдержадміністрації.
1 липня 1996 — 14 лютого 1997 — Міністр сільського господарства і продовольства України.
З 1997 — радник голови Дніпропетровської облдержадміністрації. З лютого 2006 — начальник Державної інспекції з карантину рослин по Дніпропетровській області.

## Автор
- книга «Озима пшениця у сівозмінах Придніпров'я»

## Нагороди і звання
- Заслужений працівник сільського господарства України[3]